# (66661) Wallin
(66661) Wallin (1999 TK2) – planetoida z grupy pasa głównego asteroid okrążająca Słońce w ciągu 5,5 lat w średniej odległości 3,11 j.a. Odkryta 2 października 1999 roku.